# NGC 925
NGC 925 是一個棒旋星系，位於三角座內，距離我們約3,000萬光年。該星系的形態分類為 SB(s)d，具有棒狀結構和鬆散纏繞的無環旋臂。向南的旋臂比北臂強，後者看起來像絮狀，不太連貫。短棒從星系中心伸出，都是恆星形成處。這兩種特徵：一條主要旋臂和短棒，都是麥哲倫螺旋星系的典型特徵。 
NGC 925是NGC 1023星系群的成員，受到NGC 1023引力束縛的星系群。然而，最近的成員距離NGC 925至少有650,000光年（200,000pc）。有一個1,000萬太陽質量 (M☉) 的中性氫雲附著在NGC 925上，目前不確定這是一個衛星矮星系、過去潮汐相互作用的殘餘物還是原始氣體雲。